# 格莱尼丝·巴克
格莱尼丝·巴克（英語：Glenys Bakker，1962年8月27日—），生于阿尔伯塔省，加拿大女子冰壶运动员。她曾代表加拿大参加2006年冬季奥林匹克运动会冰壶比赛，获得一枚铜牌。